# Barusia maheni
Barusia maheni is een spinnensoort in de taxonomische indeling van de Leptonetidae.
Het dier behoort tot het geslacht Barusia. De wetenschappelijke naam van de soort werd voor het eerst geldig gepubliceerd in 1939 door Kratochvíl & Miller.